# Ациджква
Ациджква (груз. აციჯქვა) или Ациджкуа (абх. Ацыджкуа) — село в Абхазии, в Гагрском районе частично признанной Республики Абхазия, согласно административному делению Грузии — в Гагрском муниципалитете Абхазской Автономной Республики. Высота над уровнем моря составляет 90 метров.

## История
До 1960-х годов село имело название Осечко.

## Население
По данным 1959 года в селе Осечко проживало 245 жителей, в основном армяне и абхазы. В 1989 году в селе Ациджква проживало 454 человек, также в основном армяне и абхазы.